# Malahide Castle

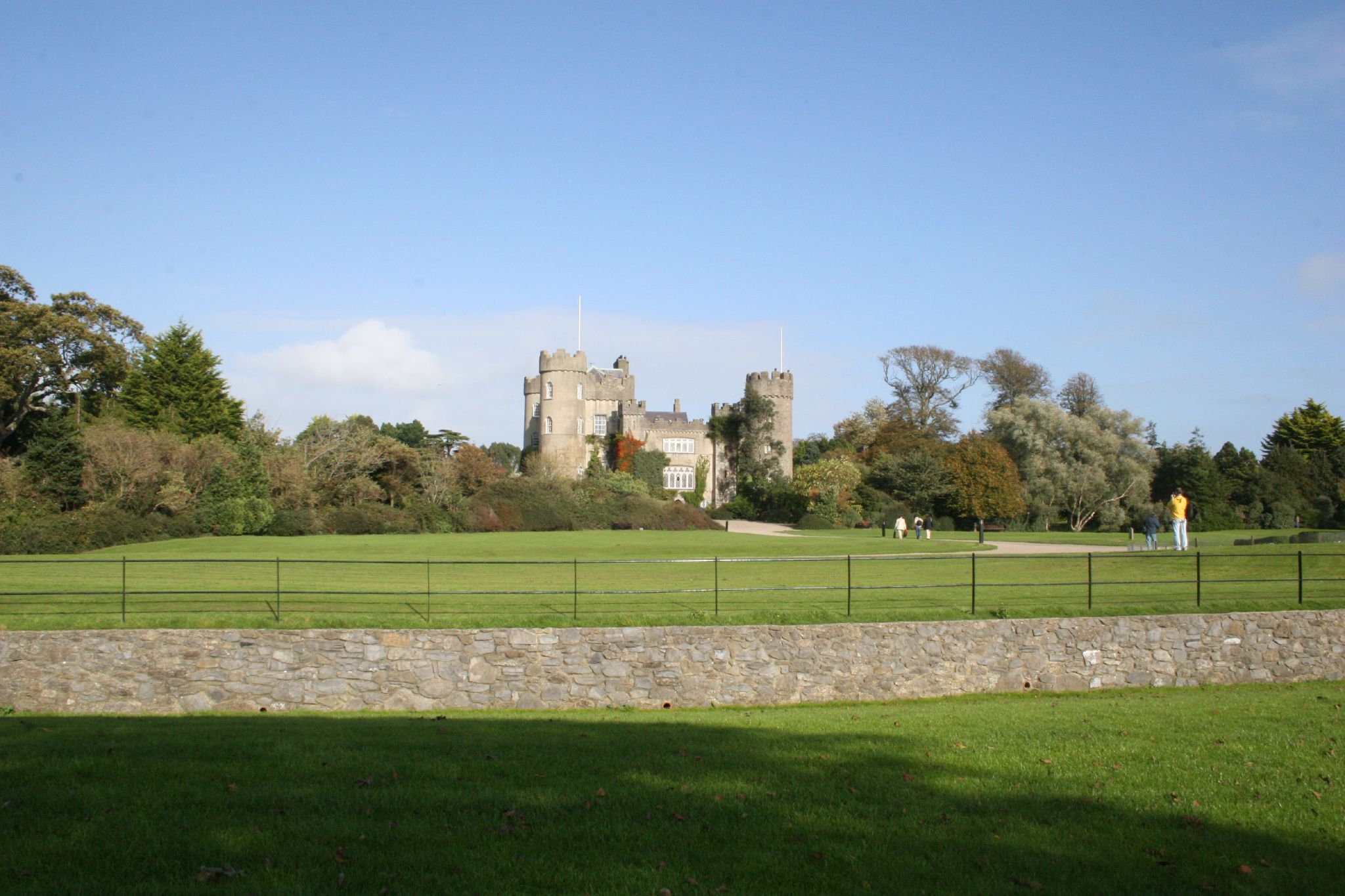
Malahide Castle mit Ha-Ha davor

3D-Modell von Malahide Castle

Malahide Castle (irisch Caisleán Mhullach Íde) ist eine Burg in der Nähe des Seebades Malahide, 14 km nördlich der irischen Hauptstadt Dublin im County Fingal. Teile der Burg, die im 1,1 km² großen Malahide Demesne Regional Park (dem Rest des ursprünglichen Burggeländes) liegt, stammen noch aus dem 12. Jahrhundert.

## Geschichte
Das Anwesen existiert seit 1185, als Richard Talbot, ein Ritter, der König Heinrich II. von England 1174 nach Irland begleitet hatte, von diesem die „Ländereien und den Hafen von Malahide“ zugesprochen bekam. Die ältesten Teile der Burg gehen auf das 12. Jahrhundert zurück und dort lebte die Familie Talbot 791 Jahre lang, von 1185 bis 1976, mit einer Ausnahme von 1649 bis 1660, als Oliver Cromwell das Anwesen nach der Rückeroberung Irlands Miles Corbet zugewiesen hatte. Corbet wurde nach der Entlassung Cromwells gehängt und die Burg an die Talbots zurückgegeben. In der Regierungszeit König Eduards IV. (1461–1483) wurde die Burg wesentlich erweitert und 1765 fügte man die Türme hinzu.
Das Anwesen überstand solche Verluste wie die Schlacht am Boyne, als 14 Mitglieder der Besitzerfamilie sich am Morgen in den Rittersaal zum Frühstück begaben und alle am Abend tot waren. Ebenso überstand es die Penal Laws (Gesetze gegen Katholiken und andere „Abtrünnige“ von der anglikanischen Kirche), auch wenn die Familie bis 1774 katholisch blieb.
1918, während des Ersten Weltkrieges, wurde auf dem Burggelände ein Start- und Landeplatz für Luftschiffe etabliert, den die Luftschiffe der Luftwaffenbasis in Anglesey in Wales nutzten, die Angriffe gegen U-Boote in der irischen See flogen. Man plante, hier ab 1919 Luftschiffe zu stationieren, verwarf diesen Plan aber bei Kriegsende wieder.
In den 1920er-Jahren entdeckte man die privaten Unterlagen von James Boswell in der Burg und der Urenkel von Lord Talbot of Malahide verkaufte sie an den US-amerikanischen Sammler Ralph Heyward Isham (1890–1955).
Letztlich erbte der 7. Baron Talbot Malahide Castle und dessen Anwesen und, als dieser 1973 starb, fiel es an seine Schwester ‘’Rose’’. Rose verkaufte die Burg an die Republik Irland, auch, um die Erbschaftssteuer bezahlen zu können. Große Teile der Einrichtung, darunter besonders Möbel, mussten vorab verkauft werden, was zu einem erheblichen, öffentlichen Streit führte, aber privaten Sammlern und dem Staat gelang es, einiges davon zu retten.

## Besuch des Anwesens
Die Burg mit ihren kleineren Sehenswürdigkeiten wurde viele Jahre lang von Dublin Tourism, die mit der Grafschaftsverwaltung von Fingal, der das gesamte Anwesen gehörte, zusammenarbeitete, als Touristenattraktion betrieben. Geschäftspartner ist heute Shannon Heritage, die wiederum Unterauftragnehmer benannte, z. B. Avoca Handweavers für den Andenkenladen und das Café.
Die Burg selbst kann gegen Eintrittsgeld in einer geführten Tour besichtigt werden. Darüber hinaus kann man den berühmten gotischen Rittersaal für private Bankette anmieten. Die bekanntesten Räume der Burg sind der Oak Room und der Rittersaal, in dem Versatzstücke aus der Familiengeschichte der Talbots ausgestellt sind. Im Hof hinter der Burg sind ein Café, ein Andenkenladen und weitere Ladengeschäfte untergebracht.

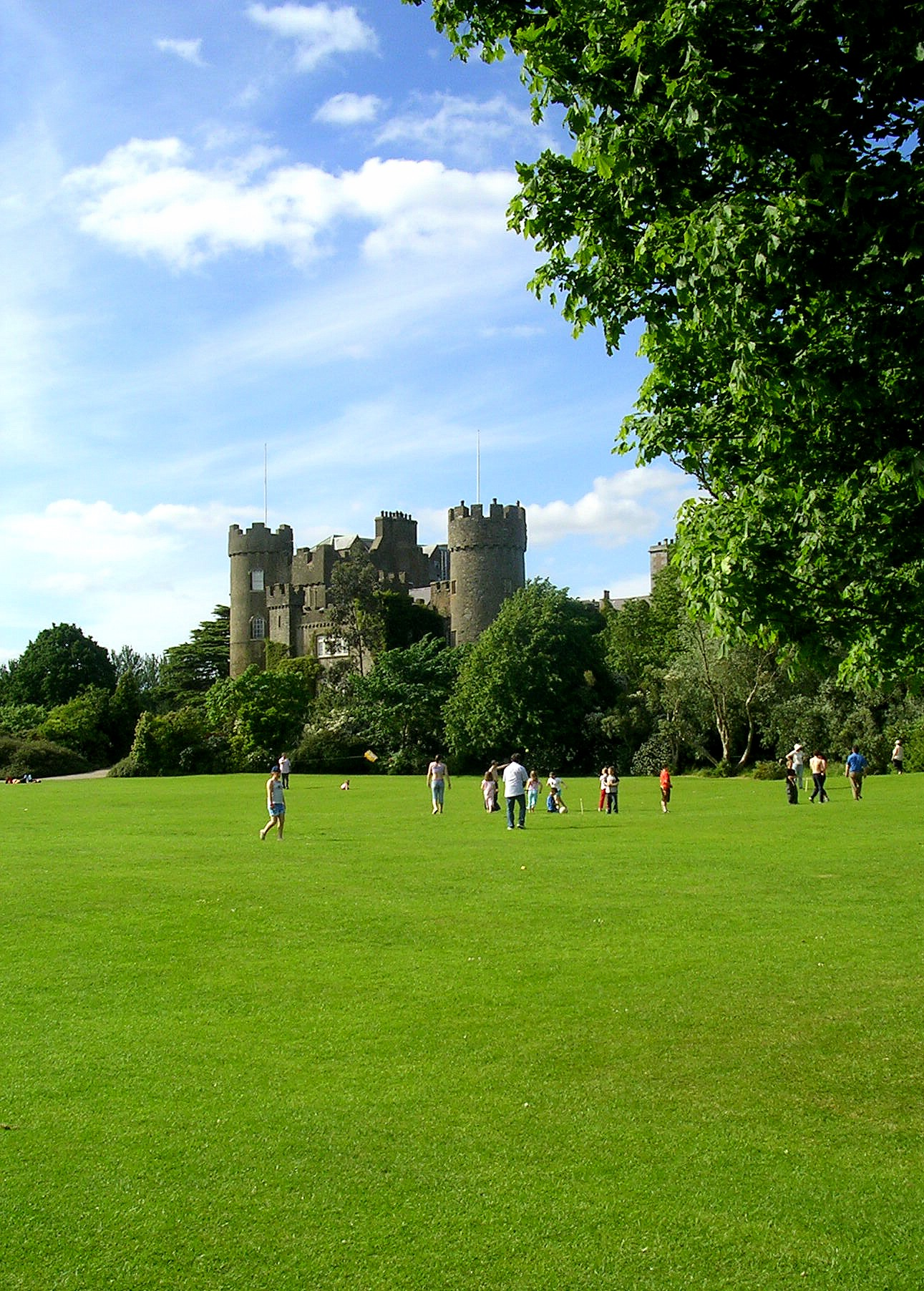
Malahide Castle liegt in einem ausgedehnten Anwesen

Die Talbot Botanic Gardens (Botanischer Garten) hinter der Burg, der aus mehreren Hektar Pflanzen und Rasenflächen, sowie einem eingefriedeten Garten mit 1,6 Hektar Fläche und sieben Gewächshäusern, darunter eines aus viktorianischer Zeit, besteht. Viele Pflanzen von der Südhalbkugel, insbesondere aus Chile und Australien, findet man dort. Die Gärten zeigen die Passion des 7. Barons Talbot de Malahide, der Mitte des 20. Jahrhunderts Pflanzen sammelte.
Das Anwesen beinhaltet eines der wenigen Beispiele für Landschaftsparks des 18. Jahrhunderts, das aus weiten Rasenflächen besteht, die mit einem schützenden Gürtel von Bäumen umgeben sind. Sie sind frei zugänglich; es gibt eine Reihe von Eingängen und Parkplätzen.
Zusätzlich zu den Waldwegen und einem ausgewiesenen „Exercise Trail“ bietet der Park Sportplätze, z. B. einen Cricketplatz und verschiedene Footballplätze, einen Golfplatz mit 9 Löchern, eine Pitch- & Puttplatz mit 18 Löchern, Tennisplätze und einen Bouleplatz.
Am Golfplatz befindet sich ein Pavillon mit Café und anderen Einrichtungen.
Bei der Burg gibt es einen ausgedehnten Kinderspielplatz.
Zu bestimmten Jahreszeiten verbindet eine Wegebahn die Burg mit dem Bahnhof. Ein Touristenbus beginnt zweimal pro Tag seine Tour am Malahide Castle und fährt nach Howth.

### Frühere Ausstellungen
Zwei große Ausstellungen mussten 2010–2011 aus dem Anwesen ausziehen, da der Park unter neuem Management neu präsentiert werden sollte. Eine davon wird heute an anderer Stelle präsentiert, die andere wartet noch auf ihre Wiedereröffnung.
- Das Tara’s Palace Museum of Childhood zog 2011 in die Powerscourt Gardens bei Enniskerry um.
- Die Fry Model Railway (Modelleisenbahn) war 1988–2010 in Malahide Castle untergebracht. 2019 soll sie im restaurierten Casino House, einem früheren Jagdschloss der Familie Talbot de Malahide in der Nähe des Bahnhofes, aufgebaut werden.[3][4][5]

## Cricket
Das Cricketfeld befindet sich auf dem Lady Acre Field; dort ist der Malahide Cricket Club ansässig. Es dient derzeit als wichtigste Sportstätte im irischen Cricket. Seit September 2013 erweitert man dort die Kapazität bei internationalen Spielen mit temporären Tribünen auf 11.500 Zuschauer. Im Mai 2018 wurde dort das erste Test-Match in Irland ausgetragen.

## Zugang
Der Haupteingang zum Anwesen ist von der Malahide Road aus. Vom Seebad aus gibt es einen Nebeneingang. Die Busrouten 42, 102 und 142 verlaufen am Park entlang und der Bahnhof befindet sich in der Nähe der Burg.

## Konzertveranstaltungen
Das Anwesen von Malahide Castle wurde im Sommer 2007 von der Grafschaftsverwaltung Fingal als neuer Konzertveranstaltungsort eröffnet. Es gab zur Eröffnung z. B. Konzerte von Arctic Monkeys, Pink, Joe Cocker, Al Green und Bell X1. 2008 gastierten Neil Young. Radiohead, und Eric Clapton. Prince trat am 30. Juli 2011 auf der Burg auf.
Im Sommer 2017 spielten zwei weitere Bands für die Menge auf Malahide Castle; es konnten 20.000 Zuschauer untergebracht werden. Die Band Arcade Fire spielten im Rahmen ihrer Tour „Everything Now“ am 16. Juni auf Malahide Castle. Am folgenden Tag hatten The 1975 eine Aufführung.
Im Juni 2018 spielten dort z. B. Liam Gallagher, Sonali Matthews, LCD Soundsystem und Gorillaz. Im Juni 2019 sollen The Cure, George Ezra und Lana Del Rey auftreten.

## World Scout Moot
Das Anwesen wurde als Veranstaltungsort für das Basislager des 16. World Scout Moot ausgewählt, das Scouting Ireland im Juli und August 2021 ausrichten wird.